# الجمعية الثقافية الاجتماعية النسائية
الجمعية الثقافية الاجتماعية النسائية جمعية كويتيه تأسست في 3 فبراير عام 1963م على يد سيدات كويتيات. تهدف الجمعية إلى رفع مستوى المرأة في شتى الميادين، وضمان مشاركتها في أنشطة المجتمع وتوعيتها بحقوقها وواجباتها وبجميع القضايا التي تهم المجتمع. يدير شئون الجمعية مجلس إدارة مكون من سبع عضوات ينتخبن مره كل عامين من قبل الجمعية العمومية والتي تجتمع مره كل عام لمناقشة التقريرين الأدبي والمالي، وبالإضافة إلى المقترحات المقدمة من عضوات الجمعية بهدف تطوير عمل الجمعية ودعم تواصلها بالمجتمع وعضوات الجمعية بشكل خاص. ويباشر مجلس الإدارة اختصاصاته حسب نظام أساسي متفق عليه وتتولي عضوات مجلس الإدارة رئاسة اللجان العاملة حيث تتقاسم مع عضوات الجمعية المسئولية التطوعية لممارسة أوجه النشاط الثقافي والاجتماعي والصحي والإعلامي.

## وصلات خارجية
- موقع الجمعية الثقافية النسائية